# Platonea denticulata
Platonea denticulata är en mossdjursart som beskrevs av Buge 1979. Platonea denticulata ingår i släktet Platonea och familjen Tubuliporidae. Inga underarter finns listade i Catalogue of Life.